# 頭圍庄
頭圍庄為臺灣日治時期1920年10月至1945年10月間存在之行政區，轄屬台北州宜蘭郡。今宜蘭縣頭城鎮。

## 行政區劃
頭圍庄在清治時期及日治時期初期原屬頭圍堡的庄，在1896年6月23日隸屬臺北縣宜蘭支廳，在1897年6月10日隸屬宜蘭廳。1898年6月28日，隸屬「宜蘭辨務署」；同年7月15日，頭圍改隸新設的「宜蘭辨務署頭圍支署」。1900年10月1日，宜蘭廳分支機構「辦務署」改為「出張所」；同年12月17日，宜蘭廳實施街庄整併，頭圍地區整併為以下15庄：
- 頭圍堡：福成、金面庄、中崙庄、下埔庄、二圍庄、頭圍街、拔雅林庄、新興庄、龜山庄、大坑罟庄、三抱竹、港澳、梗枋、大溪、大里簡[4]

1901年1月11日，宜蘭廳的區管轄範圍調整，頭圍地區劃分為第2區；同年11月11日，宜蘭廳改設頭圍、羅東、叭哩沙支廳，頭圍地區隸屬「頭圍支廳」。1903年5月1日，頭圍地區改編為第4、5、6區。1905年7月6日，區的名稱由數字改為地名。1920年10月1日，原堡里之行政區廢除，街庄改為大字；前述15庄合併為臺北州宜蘭郡「頭圍庄」，轄域內分為頭圍、二圍、福成、金面、中崙、下埔、拔雅林、新興、大坑罟、三抱竹、港澳、梗枋、大溪、大里簡、龜山等15個大字。
- 拔雅林大字下有「拔雅林」、「武營」小字名
- 新興大字下有「上新興」、「下新興」小字名
- 三抱竹大字下有「三抱竹」、「打馬煙」小字名
- 梗枋大字下有「梗枋」、「石空」小字名
- 港澳大字下有「港口」、「外澳」小字名
- 福成大字下有「福成」、「福德坑」小字名
- 金面大字下有「大金面」、「小金面」小字名
- 中崙大字下有「中崙」、「港子墘」、「新圍」小字名
- 下埔大字下有「下埔」、「頂埔」小字名
- 大溪大字下有「內大溪」、「外大溪」、「合興」小字名
- 大里簡大字下有「大里簡」、「蕃薯寮」、「桶盤堀」、「石城子」小字名[4]

二戰後，頭圍庄在1946年改為臺北縣宜蘭區頭圍鄉，1946年9月更名為「頭城鄉」，1948年改制為「頭城鎮」，1950年改為宜蘭縣頭城鎮。頭城鎮現有24里，戰前的龜山里僅包含龜山島，現在的龜山里包含了日治時期大溪大字的一部分。
| 原街庄                                               | 1901年 | 1903年 | 1905年-1920年 | 1905年-1920年 | 1920年-1945年 | 1920年-1945年 | 1948年- | 現今里名               |
| 原街庄                                               | 區     | 區     | 區            | 街庄          | 街庄          | 大字          | 鄉鎮    | 現今里名               |
| ---------------------------------------------------- | ------ | ------ | ------------- | ------------- | ------------- | ------------- | ------- | ---------------------- |
| 福成庄、福德坑庄                                     | 第2區  | 第4區  | 二圍區        | 福成庄        | 頭圍庄        | 福成          | 頭圍鎮  | 福成                   |
| 大金面庄、小金面庄                                   | 第2區  | 第4區  | 二圍區        | 金面庄        | 頭圍庄        | 金面          | 頭圍鎮  | 金面、金盈             |
| 中崙庄、中北港墘庄、港仔墘庄(部分)                   | 第2區  | 第4區  | 二圍區        | 中崙庄        | 頭圍庄        | 中崙          | 頭圍鎮  | 中崙                   |
| 下埔庄、頂埔庄                                       | 第2區  | 第4區  | 二圍區        | 下埔庄        | 頭圍庄        | 下埔          | 頭圍鎮  | 下埔、頂埔             |
| 二圍庄                                               | 第2區  | 第4區  | 二圍區        | 二圍庄        | 頭圍庄        | 二圍          | 頭圍鎮  | 二城                   |
| 頭圍街、西藔庄(部分)                                 | 第2區  | 第5區  | 頭圍區        | 頭圍街        | 頭圍庄        | 頭圍          | 頭圍鎮  | 城東、城西、城南、城北 |
| 武營前庄、武營后庄、北門坑庄、拔雅林庄、西藔庄(部分) | 第2區  | 第5區  | 頭圍區        | 拔雅林庄      | 頭圍庄        | 拔雅林        | 頭圍鎮  | 拔雅、武營             |
| 頂下新興庄                                           | 第2區  | 第5區  | 頭圍區        | 新興庄        | 頭圍庄        | 新興          | 頭圍鎮  | 新建                   |
| 龜山庄                                               | 第2區  | 第5區  | 頭圍區        | 龜山庄        | 頭圍庄        | 龜山          | 頭圍鎮  | 龜山                   |
| 大坑罟庄                                             | 第2區  | 第5區  | 頭圍區        | 大坑罟庄      | 頭圍庄        | 大坑罟        | 頭圍鎮  | 大坑                   |
| 三抱竹庄、打馬烟庄、打馬烟社                         | 第2區  | 第5區  | 頭圍區        | 三抱竹庄      | 頭圍庄        | 三抱竹        | 頭圍鎮  | 竹安                   |
| 外澳庄、好逍遙庄、三份六庄、港口庄、港口崎庄         | 第2區  | 第6區  | 港澳區        | 港澳庄        | 頭圍庄        | 港澳          | 頭圍鎮  | 港口、外澳             |
| 梗枋庄、石空連、象藔庄、山羊洞庄                     | 第2區  | 第6區  | 港澳區        | 梗枋庄        | 頭圍庄        | 梗枋          | 頭圍鎮  | 更新                   |
| 大溪庄、內大溪庄、罟藔庄、橋枋湖                     | 第2區  | 第6區  | 港澳區        | 大溪庄        | 頭圍庄        | 大溪          | 頭圍鎮  | 大溪、合興、龜山       |
| 石城庄、桶盤堀庄、大里簡庄、蕃薯藔庄                 | 第2區  | 第6區  | 港澳區        | 大里簡庄      | 頭圍庄        | 大里簡        | 頭圍鎮  | 大里、石城             |

## 長
| 任次 | 姓名     | 時間       | 備註                           |
| ---- | -------- | ---------- | ------------------------------ |
| 1    | 林纘武   | 1920至1922 | 原任頭圍區長                   |
| 2    | 林纘武   | 1922至1924 | 原任頭圍區長                   |
| 3    | 李繼成   | 1924至1926 | 曾任財務局稅務課雇             |
| 4    | 中村菊雄 | 1926至1928 | 曾任臺南專賣支局北門出張所書記 |
| 5    | 中村菊雄 | 1928至1930 | 曾任臺南專賣支局北門出張所書記 |
| 6    | 中村菊雄 | 1930至1932 | 曾任臺南專賣支局北門出張所書記 |
| 7    | 中村菊雄 | 1932至1934 | 曾任臺南專賣支局北門出張所書記 |
| 8    | 篠田之森 | 1934至1935 | 原任宜蘭稅務出張所屬           |
| 9    | 門脇芳藏 | 1935至1939 | 原任海山郡役所警察課警部       |
| 10   | 門脇芳藏 | 1939至1943 | 原任海山郡役所警察課警部       |
| 11   | 笠間喜益 | 1943       |                                |

## 人口
- 1920年，全共計有16,807人
- 1925年，全共計有17,116人
- 1930年，全共計有17,249人
- 1935年，全共計有17,976人
- 1943年，全共計有19,912人[10]

| 大字別 | 內地人 | 台灣人 | 中華民國人 | 小計(人) |
| ------ | ------ | ------ | ---------- | -------- |
| 福成   | 3      | 904    | 1          | 908      |
| 金面   | 0      | 1,584  | 0          | 1,584    |
| 中崙   | 1      | 637    | 0          | 638      |
| 下埔   | 0      | 1,495  | 1          | 1,496    |
| 二圍   | 12     | 893    | 1          | 906      |
| 頭圍   | 101    | 3,094  | 80         | 3,275    |
| 拔雅林 | 0      | 1,591  | 7          | 1,598    |
| 新興   | 19     | 553    | 0          | 572      |
| 龜山   | 4      | 593    | 0          | 597      |
| 大坑罟 | 0      | 973    | 0          | 973      |
| 三抱竹 | 0      | 1,277  | 0          | 1,277    |
| 港澳   | 2      | 945    | 0          | 947      |
| 梗枋   | 7      | 1,290  | 0          | 1,297    |
| 大溪   | 23     | 1,289  | 1          | 1,313    |
| 大里簡 | 38     | 1,364  | 8          | 1,410    |
| 小計   | 210    | 18,482 | 99         | 18,791   |

## 設施
- 頭圍庄役場
- 頭圍郵便局
- 頭圍尋常小學校→頭圍國民學校（戰後廢校）
- 頭圍公學校→頭圍東國民學校（今頭城國小）
- 二圍公學校→二圍國民學校（今二城國小）
- 大谷公學校→大谷國民學校（今大溪國小）
- 頭圍信用組合（今頭城鎮農會）